# Macrocneme chrysitis
Macrocneme chrysitis là một loài bướm đêm thuộc phân họ Arctiinae, họ Erebidae.